# 石室

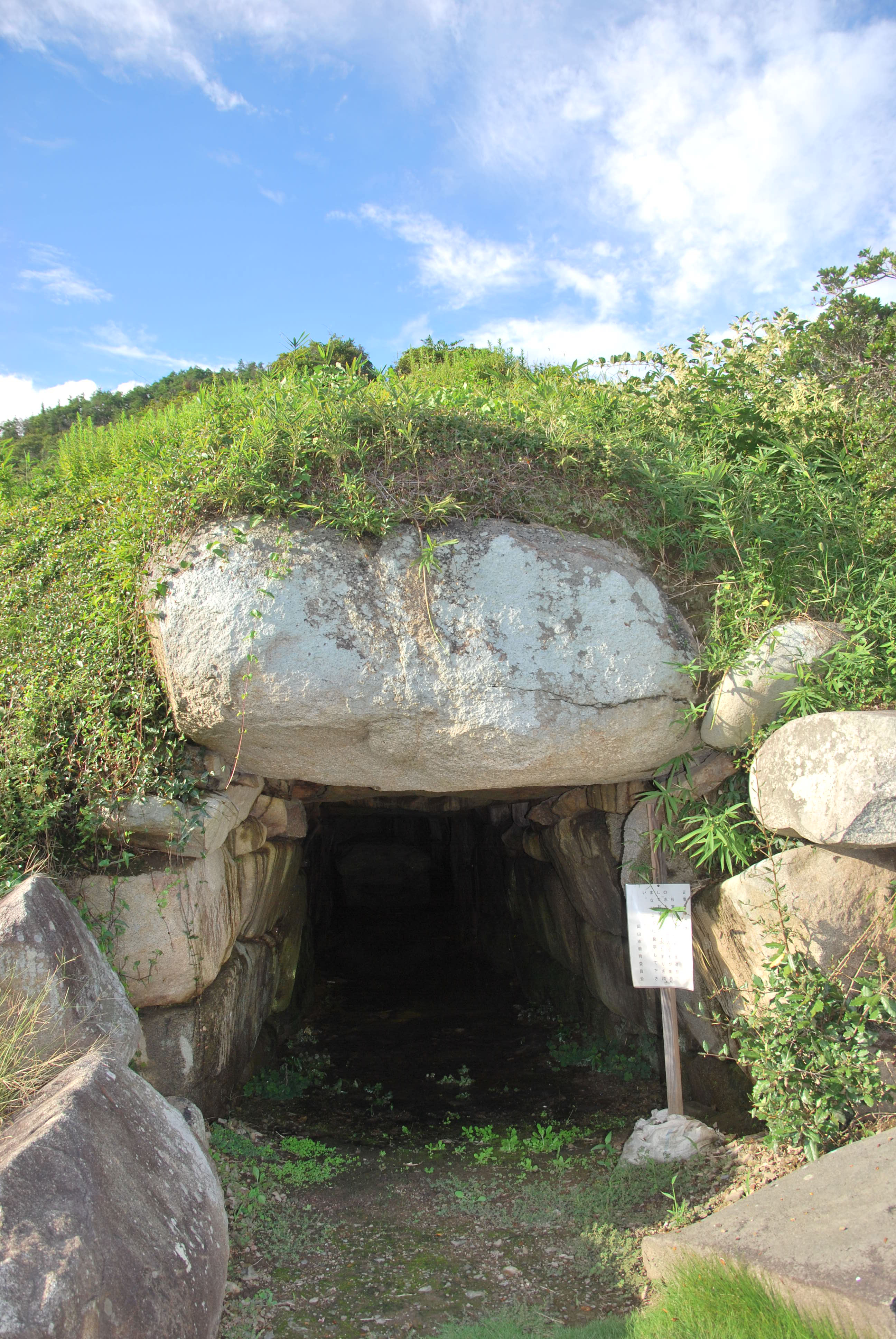
石室入口（牟佐大塚古墳）

石室（せきしつ）とは、古墳の墳丘の中に造られた石造りの埋葬施設である。棺を直接覆う槨とは区別される。

## 概要
上部が開いた竪穴式石室と、横から出入りできる横穴式石室に大別される。
古墳時代初期に見られるものとしては、竪穴式石室は一回限りの埋葬を目的としたもので、棺の周りに石を積み上げ、天井石を載せて埋めたものである。

初期末前後に北九州で成立した竪穴系横口式石室と呼ばれる横口式石室の初期のものは、竪穴式石室の短辺の一方に入口と通路を設け、出入りが可能で追葬できるようにしてある。

後期・終末期には石棺式石室や横口式石槨と呼ぶ石棺・石棺状施設に出入り口を設けた埋葬施設が出現する。

構築方法は、割石小口積み・切石積みなどがある。